# I Hate Boys
"I Hate Boys" é uma canção da cantora norte-americana Christina Aguilera, gravada para o seu sexto álbum de estúdio Bionic. Foi escrita pela própria com o auxílio de Jamal Jones, Ester Dean, William Tyler, Bill Wellings, J. J. Hunter, sendo que a produção ficou a cargo de Polow da Don.
A sua gravação decorreu em 2010, nos estúdios No Excuses em Los Angeles e The Boom Boom Room em Beverly Hills, ambos localizados na Califórnia. A obra foi inicialmente anunciada como single de avanço para promover o disco, contudo, foi substituída por "Not Myself Tonight".
O tema foi enviado para as rádios australianas em 28 de junho de 2010 pela RCA Records, definindo-a como single promocional para divulgar o disco. Devido às vendas digitais após a edição do trabalho de originais, conseguiu entrar e alcançar a posição de número 51 na tabela musical da Coreia do Sul, South Korea Gaon International Chart.
A canção deriva de origens estilísticas do pop e synthpop, com demonstrações de "Jungle Juice" do grupo britânico Elektrik Cokernut. O seu arranjo musical consiste no uso de vocais, sintetizadores e ainda em acordes de guitarra. Liricamente, o tema retrata o empoderamento feminino, mas contém uma vertente guiada para ridicularizar os elementos do sexo masculino. O produtor Polow da Don afirmou em entrevista que a melodia representava Aguilera e que esta "sabia sempre o que queria".
"I Hate Boys" recebeu análises mistas por parte dos profissionais, sendo que alguns dos analistas elogiaram os cânticos do coro de fundo e consideraram como um "hino de mulheres", mas outros sentiram que a sua letra também era para adolescentes e consideraram apenas uma forma de encher o disco.

## Antecedentes e lançamento
Inicialmente, "I Hate Boys" tinha sido planeada para ser produzida pela banda nova-iorquina Le Tigre. Johanna Fateman, um dos membros do grupo, escreveu na página oficial na Internet sobre a forma como trabalhou com Aguilera:
| “ | ... Mesmo que o som gigante dos seus vocais e o brilho pop que ela empresta às faixas possam parecer em desacordo com as raízes estéticas dos Le Tigre, na realidade, funciona. As músicas têm um monte de elementos que conhecemos, como um som de guitarra de garagem, cânticos de escola, sintetizadores New-Wave, batidas eletrónicas, e de certa forma, soa tudo loucamente correto quando misturado com a incrível voz de Christina. | ” |

Contudo, foi anunciado mais tarde que a música teria sido trabalhada por Polow da Don e que o grupo Le Tigre acabou por produzir somente "My Girls". O produtor da faixa falou sobre o processo de trabalho com Christina Aguilera numa entrevista para a revista Billboard, afirmando o seguinte: "Há duas coisas que precisa de saber sobre Christina Aguilera: A primeira é que, no que diz respeito à sua forma de cantar, ela é um animal treinado profissionalmente. E a outra é que ela sabe exatamente e absolutamente o que quer".
Após o lançamento de "Not Myself Tonight", o primeiro single do disco, "I Hate Boys" foi transformada em faixa de trabalho promocional voltada para os mercados australianos. A RCA Records enviou o tema para as rádios locais mainstream a 28 de junho de 2010 e a 3 de setembro do mesmo ano, foi disponibilizada uma versão digital na iTunes Store da Austrália e Nova Zelândia somente.

## Estilo musical e letra
"I Hate Boys" é uma canção de tempo moderado que incorpora elementos de estilo pop e synthpop, produzida pelo norte-americano Polow da Don. A sua gravação decorreu em 2010, concretizada por Josh Mosser e Brian Morton, com assistência por Matt Benefield e decorreu nos estúdios No Excuses em Los Angeles e The Boom Boom Room em Beverly Hills, ambos localizados na Califórnia. O seu instrumental consiste no uso de vocais fortes, além de conter o trabalho de sintetizadores, e guitarra. Claude Kelly esteve a cargo da produção vocal adicional, enquanto Oscar Ramirez trabalhou no registo de vocais. A mistura foi complementada por Jaycen Joshua com a ajuda de Giancarlo Lino. A sua melodia contém demonstrações da obra de 1973 intitulada "Jungle Juice", interpretada pelo grupo britânico Elektrik Cokernut e extraída do seu disco Go Moog!.
A letra foi composta por Christina, Jamal Jones, Ester Dean, William Tyler, Bill Wellings e J. J. Hunter. De acordo com a partitura publicada pela Hal Leonard Corporation, a música foi escrita em compasso simples, num andamento moderado e composta na chave de fá menor. Liricamente, o tema retrata o empoderamento feminino, mas contém uma vertente guiada para ridicularizar os elementos do sexo masculino. Começa com uma batida de bateria semelhante à de "I Kissed a Girl" por Katy Perry, segundo Becky Bain do sítio Idolator, que também escreveu que "soa quase diretamente inspirada pela forma de falar em "Girlfriend" de Avril Lavigne". Durante o decorrer da letra, Aguilera declara que "todos os homens são cães" e que "são bons apenas com as frutas", fazendo uma referência específica a bananas.

## Receção pela crítica
As críticas após o lançamento da faixa através do disco foram positivas. Melinda Newman do portal HitFix denominou-a como "um puro disparate pop contagiante". Mesfin Fekadu do periódico The Boston Globe prezou a música, afirmando que "tem a mistura certa de energia e ousadia das quais Aguilera tanto carece em todo o álbum". Um dos editores do jornal britânico Daily Star descreveu simplesmente como um tema "vibrante de glam rock com um coro simples de forma errada que tem raparigas de escola a cantar em plenos pulmões". Allison Stewart do The Washington Post adjectivou a obra de "mansa" e considerou que era inspirada no estilo pop da cantora Gwen Stefani. Leslie Simon, colunista no MTV Buzzworthy, fez uma análise positiva, revelando que "infelizmente, [nós mulheres] temos muita experiência de primeira mão com o título da canção". Simon considerou ainda que a música "é um divertimento, altamente synth-pop e um hino de raparigas", complementando que adorou o conjunto que canta de fundo. O portal Scotsman do Reino Unido realçou que Aguilera "diverte-se de forma petulante e descartável durante a melodia eletro glam". TJ do Neon Limelight observou que é "um treino ousadamente pop, provavelmente, para não ser levado muito a sério, mas, sem dúvida, seria melhor com uma artista, pelo menos, uma década mais jovem do que Xtina (possivelmente Miley Cyrus ou Selena Gomez) particularmente com as suas letras dolorosas para os adolescentes".
Becky Bain do sítio Idolator fez uma crítica mista à música, escrevendo o seguinte: "É uma daquelas músicas de alcoviteiras que, sem dúvida, tem raparigas a cantar em conjunto, principalmente no refrão, mas é preguiçosa a ponto de nos deixar seguir o caminho errado". Bain comparou ainda ao estilo de  "Girlfriend" por Avril Lavigne, e da mesma opinião, Brad Steirn do MuuMuse considerou uma "forma de encher" o disco com um "canto barulhento e infantil". Greg Kot do jornal Chicago Tribune afirmou que era o "típico número de discoteca do género Spice Girls que podia ter sido dispensado". Eric Henderson, crítico na Slant Magazine, fez uma análise negativa de "I Hate Boys" e disse que a faixa "é, ironicamente, uma das muitas em Bionic com o som feito à medida para acompanhar os créditos de abertura do próximo programa de comédia por Johnny Weir".

## Faixas e formatos
A versão single de "I Hate Boys" contém duas faixas, sendo que a primeira é a original com duração de dois minutos e vinte e quatro segundos e a segunda é uma edição de rádio feita a partir de "Not Myself Tonight".
| Descarga digital |                                                 |         |  |
| N.º              | Título                                          | Duração |  |
| 1.               | "I Hate Boys"                                   | 2:24    |  |
| 2.               | "Not Myself Tonight" (Laidback Luke Radio Edit) | 3:59    |  |
| Duração total:   | Duração total:                                  | 6:23    |  |

## Desempenho nas tabelas musicais
A faixa conseguiu alcançar a posição de número 51 na tabela musical da Coreia do Sul, a Gaon Music Chart, após o lançamento do disco.

### Posições
| Tabela (2010)                                   | Melhor posição |
| ----------------------------------------------- | -------------- |
| Australia Airplay (ARIA)                        | 28             |
| South Korea International (Gaon Download Chart) | 51             |

## Créditos
Todo o processo de elaboração da canção atribui os seguintes créditos pessoais:
- Christina Aguilera – vocalista principal, composição;
- Polow da Don - composição, produção;
- Ester Dean- composição;
- William Tyler - composição;
- Bill Wellings - composição;
- J. J. Hunter - composição;
- Claude Kelly - produção vocal adicional;
- Josh Mosser - gravação musical;
- Brian Morton - gravação musical;
  - Matt Benefield - assistência;
- Oscar Ramirez - gravação vocal;
- Jaycen Joshua - mistura;
  - Giancarlo Lino - assistência;

- Contém demonstrações de "Jungle Juice" escrita por Bill Wellings e J. J. Hunter, com interpretação de Elektrik Cokernut.

## Histórico de lançamento
"I Hate Boys" marcou o seu impacto nas rádios australianas a 28 de junho de 2010, definindo o seu lançamento como single promocional. Mais tarde, a 3 de setembro do mesmo ano, foi disponibilizada na iTunes Store da Austrália e Nova Zelândia.
| País          | Data                  | Formato          | Editora discográfica |
| ------------- | --------------------- | ---------------- | -------------------- |
| Austrália     | 28 de junho de 2010   | Rádio mainstream | RCA                  |
| Austrália     | 3 de setembro de 2010 | Descarga digital | RCA                  |
| Nova Zelândia | 3 de setembro de 2010 | Descarga digital | RCA                  |